# HMS Cotswold (L54)
Pour les autres navires du même nom, voir HMS Cotswold.
Le HMS Cotswold est un destroyer de classe Hunt de type I de la Royal Navy, qui participa aux opérations navales contre la Kriegsmarine (marine Allemande) pendant la seconde Guerre mondiale.

## Construction
Le Cotswold est commandé le 11 avril 1939 dans le cadre du programme de construction d'urgence de la guerre de 1939 pour le chantier naval de Yarrow Shipbuilders à Glasgow en Ecosse, sous le numéro de travail 1836. La pose de la quille est effectuée le 11 octobre 1939, le Cotswold est lancé le 18 juillet 1940 et mis en service le 16 novembre 1940.
Il est parrainé par la communauté civile du district urbain de North Cotswold dans le Gloucestershire dans le cadre de la Warship Week (semaine des navires de guerre) en 1942.

## Histoire

### Seconde Guerre mondiale
Le Cotswold passe la majeure partie de son service dans la mer du Nord de 1941 à 1945. En 1942, il heurte une mine au large d'Orford Ness et est ensuite réparée à Chatham Dockyard.
En juin 1944, il fait partie de la force d'escorte de la marine pour appuyer le débarquement en Normandie pendant l'opération Neptune.

### Après guerre
Après la guerre, il est transféré dans la flotte de réserve à Portsmouth puis à Harwich le 29 juin 1946. Le navire y est resté jusqu'à son transfert à Barrow en 1953.
Inscrit sur la liste des démolitions en janvier 1956, il est remorqué à Harwich et désarmé avant d'être vendu à BISCO en août 1957 pour être démoli par TW Ward à Grays dans l'Essex. Le navire est arrivé en remorque au chantier du démolisseur le 11 septembre 1957.

### Honneurs de bataille
- Mer du Nord 1941 - 1945
- Manche 1943
- Normandie 1944